# Lindera tienchuanensis
Lindera tienchuanensis là loài thực vật có hoa trong họ Nguyệt quế. Loài này được W.P. Fang & H.S. Kung miêu tả khoa học đầu tiên năm 1978.